# 实兑
实兑（緬甸語發音：[sɪʔtwè mjo̰]），旧称阿恰布（Akyab），缅甸若开邦首府，位于缅甸西部孟加拉湾北岸，加叻丹河河口，人口约181,000人（2006年）。
该地原为渔村，1784年被缅甸占领，1826年，英国占领若开邦，将若开邦的首府迁来实兑。此后，实兑作为加尔各答至仰光的航线中间站，迅速发展起来，成为缅甸第三大港。
印度计划开展加叻丹多模式交通运输项目，将实兑港与印度东北部和孟加拉国连接起来。